# Oceanide
Oceanidele erau nimfe ale marelui ocean, fiicele lui Oceanus și ale lui Tethys. În total, erau cu mult peste 4000 la număr. Ele erau uneori timide, dar alteori iubite pasionale. În marea parte a timpului erau bune cu muritorii, dar câteodată îi pedepseau pe cei care nu le tratatu cum se cuvine. Rareori, puteau fi găsite jucându-se pe lângă chilele navelor.

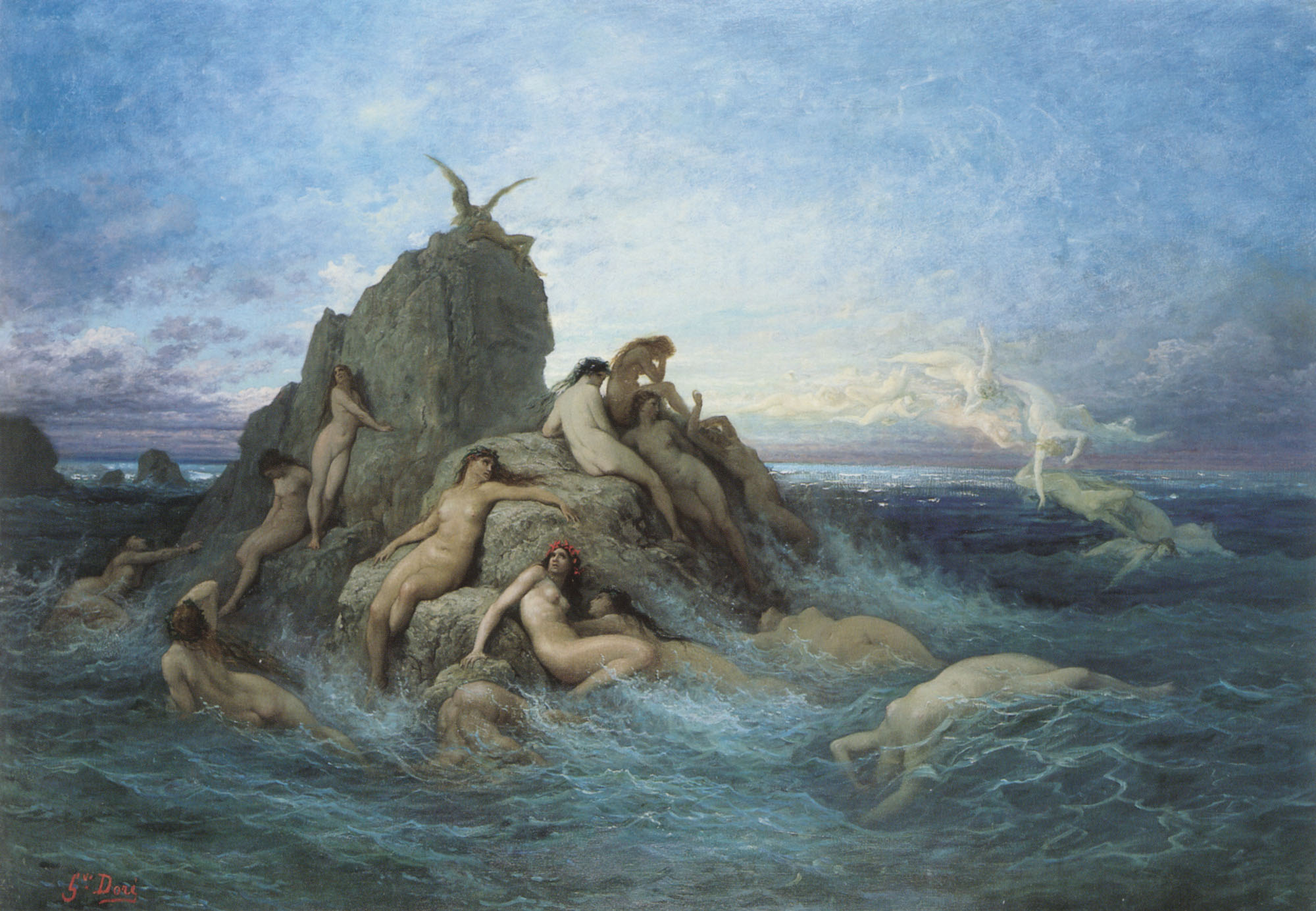
Oceanidele (1869)

Unindu-se cu muritorii, dar mai ales cu zeii, oceanidele au avut numeroși copii. Dintre ele, cele mai cunoscute erau: Doris - mama nereidelor, Clymene - mama lui Prometheus, Philyra - mama centaurului Chiron etc.
Ele trăiau pentru o perioadă lungă de timp, dar nu erau considerate nemuritoare.